# Zanclopera subusta
Zanclopera subusta là một loài bướm đêm trong họ Geometridae.